# Heliogomphus lyratus
Heliogomphus lyratus – gatunek ważki z rodziny gadziogłówkowatych (Gomphidae).